# Campeonato Paraguayo de Fútbol 1917
Campeonato Paraguayo del Futbol 1917 fue la undécima edición de la Primera División de Paraguay. En  esta edición participarían 8 equipos y en esta ocasión luego de una muy polémica definición Libertad terminaría siendo el campeón, también otra particularidad es que esa temporada habría hasta 3  torneos de ascenso, por lo que esta temporada ascenderían 3 clubes, curiosamente ninguno lo harían desde la segunda división, ya que Libertad y Presidente Hayes ascenderían de la liga transitoria, mientras que Atlántida lo haría desde la liga centenario.

## Relevo anual de clubes
En esta edición no iba a descender nadie, pero si habría varios clubes ascendidos desde varios torneos.

### Segunda División
- Campeón: Villa del Salto (Decidió rechazar el cupo a primera por problemas económicos)
- Sub Campeón: Cerro Porteño

### División Transitoria
La LPF decidió organizar este torneo para todos los clubes que quieran ingresar a la liga y que en ese momento estén jugando ligas independientes.
- Campeón: Libertad
- Subcampeón: Boys Scauts (decidió no aceptar el cupo a primera por razones desconocidas)
- Tercero: Club Presidente Hayes (Al rechazar Boy Scauts el cupo a primera, el cupo paso para Presidente Hayes)

### Liga Centenario
- Campeón: Atlántida Sport Club
- Subcampeón: Desconocido

## Participantes
- Club Cerro Porteño
- Club Guaraní
- Club Mariscal López
- Marte Atlético
- Club Nacional
- Club Olimpia
- Club River Plate
- Club Sol de América

### Otros Participantes - liga Transitoria (ganador obtuvo cupo a finalísima)
- Club Libertad
- Boys Scouts
- Presidente Hayes
- Sastre Sport
- Vencedor
- 10 de Agosto

## Clasificación Final
| Pos. | Equipo         | pj | pts. |
| ---- | -------------- | -- | ---- |
| 1    | Olimpia        | 14 | 23   |
| 2    | River Plate    | 14 | 19   |
| 3    | Cerro Porteño  | 14 | 18   |
| 4    | Guaraní        | ?  | ?    |
| 5    | Nacional       | ?  | ?    |
| 6    | Mariscal López | ?  | ?    |
| 7    | Marte Atlético | ?  | ?    |
| 8    | Sol de América | ?  | ?    |

## Final

### Polémica
La LPF decidió a última hora cambiar el formato y que para inaugurar el estadio Puerto Sajonia se dispute una  finalisma entre el campeón de la liga Profesional y el campeón de la liga Transitoria. Esto supondría una gran disconformidad en Olimpia  que era el campeón de la  liga Profesional y también provocó las críticas de los medios de comunicación de la época. Finalmente la finalísima se jugó y la ganó Club Libertad, acrecentando la polémica y sentando las bases para la rivalidad conocida como: Clásico Blanco y Negro.
|  | Olimpia | 0-1 | Libertad | Estadio Puerto Sajonia, |  |

| Campeón: Libertad 2.º título |